# Cladorhiza rectangularis
Cladorhiza rectangularis är en svampdjursart som beskrevs av Ridley och Arthur Dendy 1886. Cladorhiza rectangularis ingår i släktet Cladorhiza och familjen Cladorhizidae. Inga underarter finns listade i Catalogue of Life.